# Предметно-ориентированное искусство

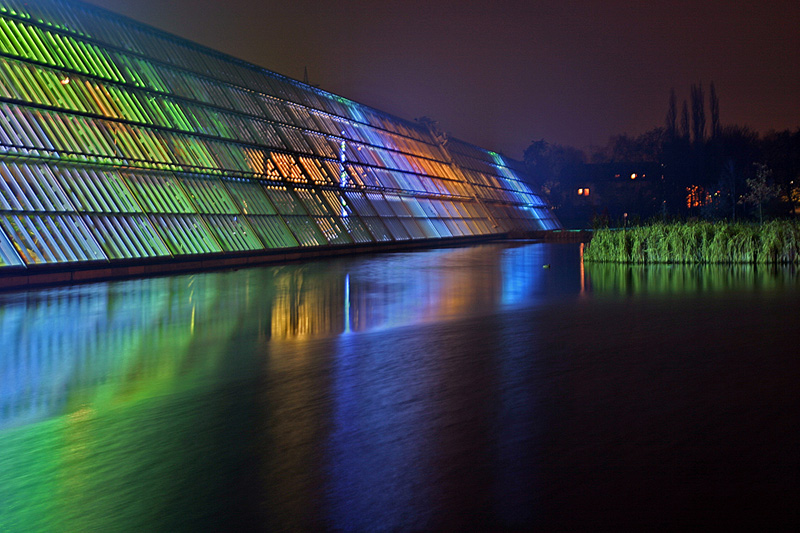
Оформление здания в парке города Гельзенкирхен. Автор — Дэн Флавин

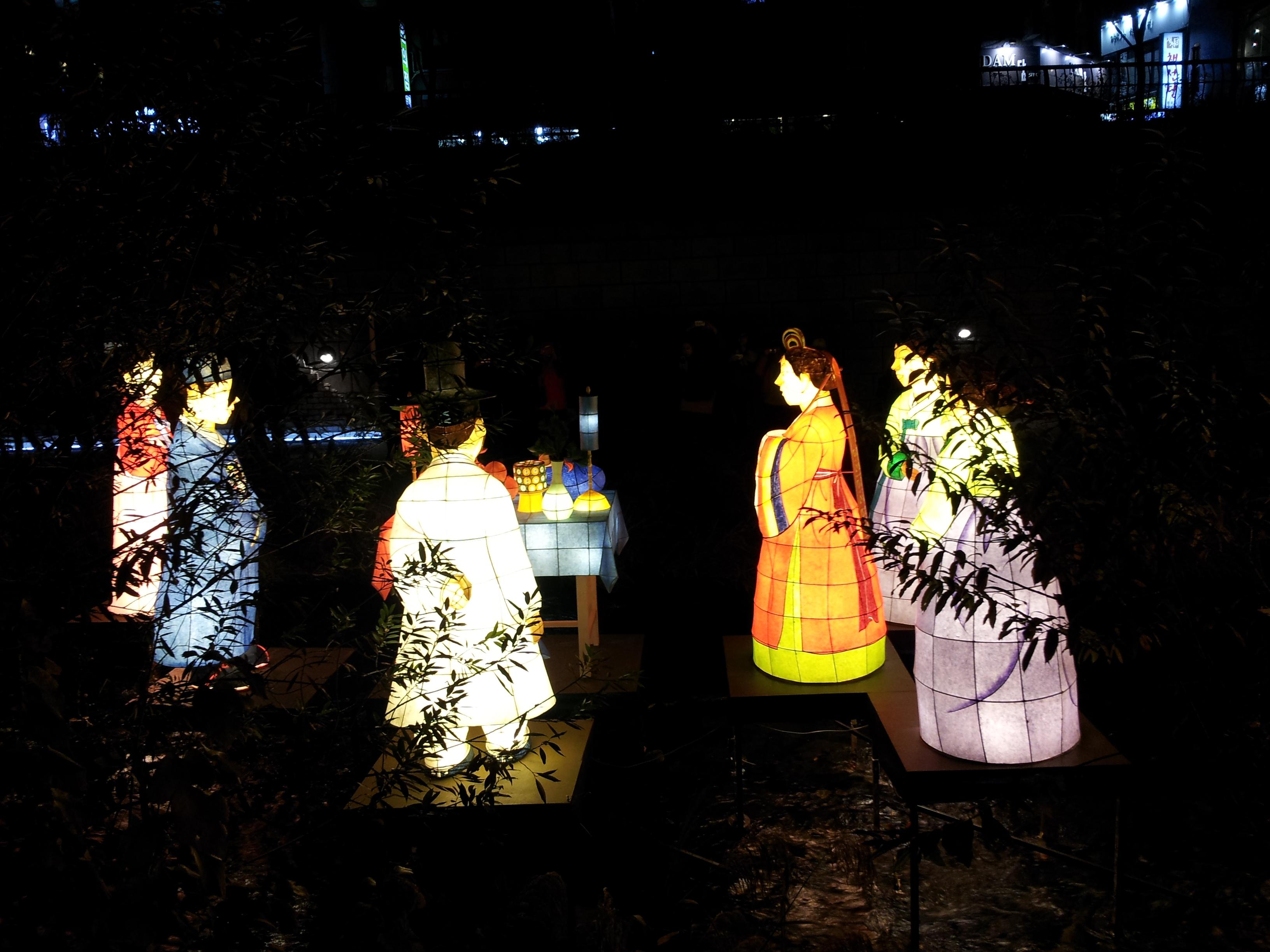
Инсталляция, созданная на ручье Чхонгечхон в Сеуле

Предметно-ориентированное искусство — направление в искусстве, реализующее художественные задачи для существования их в определённом месте. Как правило, художники, работающие в этом направлении, учитывают местоположение при планировании и создании художественного произведения. Работы в этом направлении производятся как коммерческими художниками, так и независимыми, и могут в себя включать следующие направления: скульптура, живопись, граффити, инсталляции и другие виды искусства. Создаваемые в рамках направления произведения могут располагаться в городских районах и природных ландшафтах.

## Зарождение
Термин «site-specific art» был предложен американским художником Робертом Ирвином, первые работы в этом направлении были созданы в середине 1970-х годов молодыми скульпторами, такими как Патриция Йохансон, Деннис Оппенгейм и Афина Тача, которые начали реализовать свои художественные замыслы в рамках больших городских объектов.
В скульптурной работе «Two Jumps for Dead Dog Creek» (1970) Оппенгейм разместил отпечатки лап прыгающего пса на разных сторонах городского ручья города Айдахо, вписав тем самым свою работу в ландшафт города.
Идеология направления была впервые описана архитектурным критиком Кэтрин Ховетт и искусствоведом Люси Липпард. Согласно их теории, появившись из минимализма, предметно-ориентированное искусство выступило против модернистской идеологии, и призывало художников реализовывать свои замыслы в любых направлениях, вписывающихся в ту или иную заранее выбранную локацию.
Предметы модернистского искусства были транспортабельны, и могли существовать только в музейном пространстве, при этом являясь объектами рынка, так как могли продаваться и перемещаться. С 1960 года художники пытались закрыть эту возможность для своих работ, и обратили внимание на новое направление предметно-ориентированного искусства. Создаваемые работы были привязаны к конкретному месту и не могли быть перемещены, так как являлись неотъемлемой частью локации, и при попытке перемещения попросту теряли свою художественную ценность. Все они обладали уникальной комбинацией физических элементов: глубина, длина, вес, рост, форма, ландшафт.

## Примеры
В центре Сеула, Южная Корея, располагается ручей Чхонгечхон, который преобразован в общественное пространство для отдыха, растянувшееся на 11 километров. С 2005 года решением властей зона ручья превратилась в единый культурный объект. Приглашённые художники, ландшафтные дизайнеры и архитекторы преобразовали бетонные стены ручья в последовательную линию произведений искусства, которые создавались в конкретном городском ландшафте специально для него.
В Женеве, Швейцария, два фонда современного искусства города пытаются интегрировать искусство в архитектуру и общественное пространство начиная с 1980 года. Проект Neons Parallax, начатый в 2007 году, был задуман специально для городской площади Plaine de Plainpalais, расположенной в сердце города. Задача приглашённых художников состояла в том, чтобы превратить находящиеся на площади коммерческие рекламные плакаты и вывески в произведения современного искусства, гармоничные интерьеру площади. Проект получил швейцарский приз Visarte 2017.
На ежегодном фестивале «Заражение города» в Кейптауне, Южная Африка, представляется перформанс для конкретного объекта, визуальное искусство для конкретного объекта и мероприятия. Специфический для данной работы характер работы позволяет художникам исследовать современную и историческую реальность Центрального делового района и создавать работы, которые позволяют пользователям города взаимодействовать с общественными пространствами и взаимодействовать с ними новыми и запоминающимися способами.
Артём Филатов и Алиса Савицкая в книге «Краткая история нижегородского уличного искусства» (издательство музея Garage, 2019) обозначают концепцию site-specific как одну из основных в уникальном нижегородском стрит-арте: художники почти всегда взаимодействуют с историческим наследием, историко-культурным и природным ландшафтом при создании работ.